# تشارلي وايتهاوس
تشارلي وايتهاوس (بالإنجليزية: Charlie Whitehouse)‏ هو لاعب كرة قاعدة أمريكي، ولد في 25 يناير 1894 في تشارلستون في الولايات المتحدة، وتوفي في 19 يوليو 1960 في إنديانابوليس في الولايات المتحدة.

## وصلات خارجية
- تشارلي وايتهاوس على موقع دوري كرة القاعدة الرئيسي (الإنجليزية)
- تشارلي وايتهاوس على موقعبيزبول رفرنس.كوم (الدوري الرئيسي) (الإنجليزية)
- تشارلي وايتهاوس على موقعبيزبول رفرنس.كوم (الدوري الثانوي) (الإنجليزية)